# Neoanthrenus niveosparsus
Neoanthrenus niveosparsus là một loài bọ cánh cứng trong họ Dermestidae. Loài này được Armstrong miêu tả khoa học năm 1941.